# A magyar labdarúgó-válogatott mérkőzései 1979-ben
A magyar labdarúgó-válogatottnak 1979-ben nyolc találkozója volt. A szétesett válogatottban a nyolc meccsen tizennégy új játékos mutatkozott be. Kutasi, Burcsa, Borostyán, Zsiborás, Salamon, Bodonyi ekkor került a csapatba. Szövetségi kapitánynak Lakat Károly dr. került. Korábban Illovszky Rudolf társaként az irányításuk alatt kétszer – 1964-ben és 1968-ban – olimpiai aranyérmes, 1972-ben pedig ezüstérmes lett az olimpiai csapat. Most csak hat mérkőzést irányított, kevés sikerrel, a mélypontnak tartott 0–2-es vereség az Egyesült Államok csapatától, máig emlékezetes.
Szövetségi kapitányok:
- Kovács Ferenc 536–539.
- Lakat Károly dr. 540–543.

## Eredmények
536. mérkőzés
| 1979. március 28. |

| Magyarország                      | 3–0             | NDK |
| --------------------------------- | --------------- | --- |
| Törőcsik 16' Tieber 59' Tatár 67' | (1–0) Részletek |     |

| Népstadion, Budapest Nézőszám: 12 000 Játékvezető: Horst Brummeier (AUT) |

537. mérkőzés
| 1979. április 4. |

| Lengyelország | 1–1             | Magyarország |
| ------------- | --------------- | ------------ |
| Lato 67'      | (0–0) Részletek | Tatár 72'    |

| Slask-stadion, Chorzów Nézőszám: 50 000 Játékvezető: Klaus Scheurell (GDR) |

nem hivatalos mérkőzés
| 1979. április 18. olimpiai selejtező |

| Románia                | 2–0                         | Magyarország |
| ---------------------- | --------------------------- | ------------ |
| Iovănescu 28' Radu 73' | (1–0) Jegyzőkönyv Részletek |              |

| Pitești Nézőszám: 22 000 |

538. mérkőzés – Eb-selejtező
| 1979. május 2. |

| Magyarország | 0–0       | Görögország |
| ------------ | --------- | ----------- |
|              | Részletek |             |

| Népstadion, Budapest Nézőszám: 15 000 Játékvezető: John Homewood (ENG) |

539. mérkőzés – Eb-selejtező
| 1979. május 19. |

| Szovjetunió                                  | 2–2             | Magyarország          |
| -------------------------------------------- | --------------- | --------------------- |
| Csesznokov 24' Sengelija 75' Bubnov 80′, 80′ | (1–1) Részletek | Tatár 34' Pusztai 63' |

| Borisz Paicsadze Stadion, Tbiliszi Nézőszám: 75 000 Játékvezető: Brian McGinlay (SCO) |

nem hivatalos mérkőzés
| 1979. május 30. olimpiai selejtező |

| Magyarország                         | 3–0                         | Románia |
| ------------------------------------ | --------------------------- | ------- |
| Fekete 17' Borostyán 34' Kiss L. 78' | (1–0) Jegyzőkönyv Részletek |         |

| DVTK-stadion, Miskolc-Diósgyőr Nézőszám: 30 000 |

540. mérkőzés
| 1979. szeptember 12. |

| Magyarország                  | 2–1             | Csehszlovákia |
| ----------------------------- | --------------- | ------------- |
| Tatár 11' (11-esből) Kuti 39' | (2–0) Részletek | Panenka 82'   |

| Nyíregyháza Nézőszám: 27 000 Játékvezető: Adolf Mathias (AUT) |

541. mérkőzés
| 1979. szeptember 26. |

| Ausztria                                               | 3–1             | Magyarország |
| ------------------------------------------------------ | --------------- | ------------ |
| Prohaska 18' (11-esből) 56' (11-esből) Steinkogler 76' | (1–0) Részletek | Fekete 74'   |

| Práter-stadion, Bécs Nézőszám: 52 000 Játékvezető: Ávráhám Klein (ISR) |

542. mérkőzés – Eb-selejtező
| 1979. október 17. |

| Magyarország             | 3–1             | Finnország  |
| ------------------------ | --------------- | ----------- |
| Fekete 25' 44' Tatár 49' | (2–0) Részletek | Toivola 47' |

| Nagyerdei stadion, Debrecen Nézőszám: 18 000 Játékvezető: Charles Corver (NED) |

543. mérkőzés
| 1979. október 26. |

| Magyarország | 0–2             | Egyesült Államok            |
| ------------ | --------------- | --------------------------- |
|              | (0–0) Részletek | Nanchoff 71' DiBernardo 85' |

| Népstadion, Budapest Nézőszám: 5 000 Játékvezető: Heinz Fahnler (AUT) |

nem hivatalos mérkőzés
| 1979. október 31. olimpiai selejtező |

| Lengyelország | 1–0             | Magyarország |
| ------------- | --------------- | ------------ |
| Kusto         | (1–0) Részletek |              |

| Wrocław Nézőszám: 3 000 |

nem hivatalos mérkőzés
| 1979. november 14. olimpiai selejtező |

| Magyarország  | 2–0             | Lengyelország |
| ------------- | --------------- | ------------- |
| Kiss L. Tatár | (1–0) Részletek |               |

| Miskolc-Diósgyőr Nézőszám: 22 000 |

nem hivatalos mérkőzés
| 1979. november 24. olimpiai selejtező |

| Magyarország         | 3–0             | Csehszlovákia |
| -------------------- | --------------- | ------------- |
| Kiss L. Karsai Tatár | (3–0) Részletek |               |

| Miskolc-Diósgyőr Nézőszám: 20 000 |